# Mónica Cervera
Mónica Cervera (n. Málaga, 6 de junho de 1975) é uma atriz espanhola.
Estudou dança em Madrid e arte dramática na sua terra natal, Málaga.

## Filmografia
- 1999 - Hongos (curta-metragem): Marisa
- 2000 - Manos a la obra (série)
- 2002 - Piedras: Anita
- 2002 - Octavia: Toñi
- 2004 - Crimen ferpecto: Lourdes
- 2004 - Entre vivir y soñar: Rocío
- 2005 - 20 centímetros: Marieta
- 2006 - Busco
- 2006 - Con dos tacones (série): Malena